# Vrste planina
Planina je kopnena masa u obliku jasno izraženog i prostranog uzvišenja, koje se izdiže iz okolnih ravnica, zaravni i brežuljkastog ili brdskog zemljišta. Prema tom kriterijumu, planine pokrivaju 52% površine Azije, 36% Severne Amerike, 25% Evrope, 22% Južne Amerike, 17% Australije i 2% Afrike. Prema tome 25% sve kopnene mase na Zemlji pripada planinama. Tamo živi i oko 1/10 svetskog stanovništva. Sve velike reke na svetu izviru u planinama, i više od polovine svetskog stanovništva zavisi od planina kao izvoru pitke vode.

## Nastanak planina
Planine se po postanku dele na:
- Venačne – nastale nabiranjem slojeva litosfere. Više su od starih gromadnih i imaju oštre vrhove i strme strane.
- Gromadne – nastale vertikalnim pomeranjem delova zemljine kore. Niže su od mladih venačnih i imaju zaobljene vrhove i blage padine

Obe grupe planina nastaju takozvanim orogenim tektonskim pokretima, pod uticajem unutrašnjih sila-Zemljine toplote i gravitacije, koje uzrokuju poremećaje slojeva u Zemljinoj kori.

### Orogeni pokreti
Orogeni pokreti se prema smeru kretanja kroz stenske mase dele na:
- Horizontalne (tangencijalne) koji nastaju delovanjem bočnih pritisaka, što utiče na nabiranje slojeva, a kao posledica nastaju bore. Razlikuju se antiklinale-izdignuti slojevi i sinklinale-ulegnuća. Pored navedenih, u elemente bora spadaju i krila nabora, dok konstruktivni element predstavlja aksijalna površ odnosno ravan koja prolazi osama antiklinale/sinklinale i deli nabor na dva dela.Kao krajnji rezultat nabiranja nastaju venačne ili nabrane planine. Ono što ih karakteriše je određen pravac pružanja, koji se poklapa sa pravcem pružanja nabranih slojeva, strme strane i oštri vrhovi (Alpi, Himalaji, Kordiljeri).
- Vertikalne (radijalne) koji nastaju delovanjem vertikalnih sila, na taj način dolazi do izdizanja ili spuštanja Zemljinih blokova, kao i istovremenog izdizanja i spuštanja. Kao posledica vertikalnih (radijalnih) pokreta stvaraju se rasedi odnosno pukotine duž kojih se vrši kretanje blokova.

### Rasedi
Rasedi mogu biti:
- normalni – kod kojih se jedno krilo spušta, a drugo ostaje u prvobitnom položaju
- reversni – jedno krilo se izdiže
- horizontalni – blokovi se kreću horizontalno duž rasedne linije

Razlikuju se pozitivni-horstovi i negativni-rovovi. Horst nastaje izdizanjem centralnog dela bloka, dok bočni delovi ostaju u prvobitnom stanju ili obrnuto. U svakom slučaju horst predstavlja pozitivno uzvišenje, za razliku od rova ili grebena, koji predstavljaju negativno udubljenje nastalo spuštanjem središnjeg bloka, u odnosu na bočne. Tipičan primer je Istočno-afrički rov. Horst ujedno predstavlja i osnovni tektonski oblik gromadnih planina. Karakteristika gromadnih planina su blago nagnute strane i neodređen pravac pružanja (Apalači, Jura).

## Gromadne planine u Srbiji
Najveći deo teritorije Srbije zauzimaju planine, koje čine planinsku regiju. Ona se proteže od Panonskog pobrđa na severu do crnogorske, albanske i makedonske granice na jugu. Od zapada ka istoku proteže se od bosansko-hercegovačke do bugarske granice.
Planine Srbije se dele na:
- Rodopske planine,
- Karpatsko-balkanske planine i
- Dinarske planine.[2]

## Uticaj turizma na planinske zone
1.Krčenje šuma i povećanje pojave lavina;
2.Vizuelna degradacija pejzaža;
3.Nestanak prirodnih staništa i uznemiravanje ugroženih vrsta putem rada ski-liftova i žičara, skijanje van određenih staza, vožnja terenaca i utabavanja snega;
4.Prerada otpadnih voda i zagađenje vode (hemikalije koje se primenjuju u pripremanju ski staza povećavaju prisustvo azota i fosfora);
5.Izduvni gasovi automobila i autobusa štete drveću u živom svetu u celini;
6.Stvaranje veštačkog snega ima za rezultat neodrživu potrošnju vode;
7.Skijanje u uslovima tankog snežnog pokrivača doprinosi eroziji i uništava osetljivu vegetaciju

## Galerija
- Venačne planine, Himalaji
- Gromadne planine, Apalači

## Spoljašnje veze
- Географски факултет Универзитета у Београду Архивирано на веб-сајту  (30. јул 2013)